# Losowość
Losowość – brak celu, przyczyny, porządku lub przewidywalnego zachowania. Losowy proces to proces, którego wyniki nie dają się dokładnie przewidzieć, a jedynie można opisać ich rozkład.
W matematyce i statystyce termin ten można formalnie zdefiniować jako zachowanie dokładnie opisywane pojęciem zmiennej losowej, pozbawione korelacji i innych przewidywalnych cech. 

## Historia
Od prehistorycznych czasów zdarzenia losowe były dla ludzkości zagadką. Zwykle doszukiwano się w nich przejawów boskiej woli, używano ich do wróżenia, hazardu i rozstrzygania sporów. 
Pomimo powszechnego korzystania z tych zjawisk, przez całe stulecia nie udawało się opisać ich w żaden naukowy sposób. Pierwsze próby takich opisów można znaleźć w dziełach Girolama Cardana i Galileusza. Matematycznie spójny ich opis pochodzi od Blaise Pascala, Pierre'a Fermata i Huygensa. Opracowana przez nich klasyczna teoria prawdopodobieństwa zbudowana była na założeniach, że wyniki losowego procesu są równie prawdopodobne – była więc opisana w terminach statystycznych. Współczesny formalny matematyczny opis losowości pochodzi od Gregory Chaitina i Andrieja Kołmogorowa (patrz złożoność Kołmogorowa).

## Losowość w fizyce
W XIX wieku losowość ruchu molekuł w gazie stała się podstawą mechaniki statystycznej wyjaśniającej prawa termodynamiki. Choć każda molekuła porusza się w sposób deterministyczny, niemożliwość określenia (ani przeanalizowania) ruchu każdej molekuły z osobna sprawia, że opis statystyczny jest najbardziej efektywny.
Zgodnie ze standardową interpretacją mechaniki kwantowej zachowanie obiektów mikroskopowych jest w pewnym stopniu losowe. Oznacza to, że powtarzanie tego samego doświadczenia w całkowicie identycznych warunkach może dać za każdym razem inny wynik. Przykładowo badając pojedynczy niestabilny atom nie jesteśmy w stanie przewidzieć, w którym momencie dojdzie do jego rozpadu, a jedynie możemy określić prawdopodobieństwo tego rozpadu w jakimś czasie. Mechanika kwantowa w większości przypadków nie określa dokładnie wyniku eksperymentu, a jedynie prawdopodobieństwa różnych wyników. Teoria zmiennych ukrytych próbowała uniknąć tej losowości przez wprowadzenie nieobserwowalnych parametrów determinujących zachowanie układów kwantowych, ale w 1964 r. John Stewart Bell pokazał, że takie zmienne nie wystarczają do opisu zjawisk kwantowych (patrz twierdzenie Bella).

## Losowość w biologii
Teoria ewolucji wyjaśnia obserwowaną różnorodność życia kumulowaniem się losowych mutacji w puli genowej populacji, które nie miały ze sobą kontaktu. Pod wpływem różnych presji selekcyjnych z losowych mutacji wybierany jest inny zestaw cech i w efekcie populacje z upływem czasu są coraz mniej do siebie podobne. 
Wygląd pojedynczego organizmu jest częściowo zdeterminowany (przez geny i środowisko), a częściowo losowy. Przykładowo geny i ilość światła określa gęstość piegów na skórze, ale ich dokładne położenie jest losowe. Geny nie determinują również linii papilarnych ani wzoru tęczówki (różnią się one u bliźniaków jednojajowych).

## Losowość a nieprzewidywalność
Matematyczna losowość jest cechą obiektywną. Jednak to co wygląda na losowe dla jednego obserwatora, nie musi być losowe dla innego. Przykładowo ciąg bitów może wydawać się całkowicie losowy dla kogoś kto nie dysponuje kluczem pozwalającym odszyfrować zawartą w nich wiadomość. Stąd wynika trudność w określeniu czy dany proces jest losowy: obserwator może zawsze podejrzewać, że istnieje jakiś „klucz” pozwalający odszyfrować wiadomość. Jest to jedna z podstaw występowania przesądów.
W kryptografii używane są ciągi bitów mające wszelkie cechy ciągów losowych, ale generowane w sposób deterministyczny przez komputer. Nazywane są pseudolosowymi, ponieważ dla kogoś kto nie ma dostępu do wszelkich danych o ich powstaniu są nieprzewidywalne.
Systemy chaotyczne są w praktyce nieprzewidywalne z powodu wrażliwości na każdą zmianę warunków początkowych.